# West Point (Utah)
West Point é uma cidade localizada no estado norte-americano de Utah, no Condado de Davis.

## Demografia
Segundo o censo norte-americano de 2000, a sua população era de 6033 habitantes.
Em 2006, foi estimada uma população de 8186, um aumento de 2153 (35.7%).

## Geografia
De acordo com o United States Census Bureau tem uma área de
18,7 km², dos quais 18,6 km² cobertos por terra e 0,1 km² cobertos por água.

## Localidades na vizinhança
O diagrama seguinte representa as localidades num raio de 8 km ao redor de West Point.